# Куеждиу (Њамц)
Куеждиу (рум. Cuejdiu) насеље је у Румунији у округу Њамц у општини Гарчина. Oпштина се налази на надморској висини од 480 m.

## Становништво
Према подацима из 2002. године у насељу је живело 1205 становника, од којих су сви румунске националности.